# Українське слово
«Українське слово» — назва кількох періодичних видань, видавництв, а також друкованих, а останнім часом і онлайн-видань.

## 1915—1918: Львів
«Українське Слово» — щоденник, що видавався у Львові у 1915—1918 роках Українським Комітетом, редагований з позицій більшості в Загальній українській раді; редактори Федь Федорців та Степан Чарнецький. З 1916 року «Українське слово» перебрав власник концесії о. Тит Войнаровський, і воно відбивало наставлення опозиції (Євгена Петрушевича) в Загальній українській раді; редактори Степан Чарнецький та Сидір Голубович.
Друкувалися статті та матеріали на актуальні теми внутрішньополітичного, культурно-освітнього та економічного життя Галичини, огляди воєнних дій на фронтах першої світової війни, міжнародної політики, публіцистичні та літературні твори, інформація, біжуча хроніка, некрологи, спогади учасників першої світової війни та інше. Домінувала воєнна тематика, зокрема замітки та кореспонденції про бойові дії, накази військового командування, звернення Загальної української ради та інше. Публікувалися також огляди німецької та шведської преси стосовно українського питання, матеріали історико-краєзнавчого та географічного характеру, зокрема, у рубриці «З географії визволеної України» були опубліковані добірки матеріалів про Холмщину, Підляшшя, Берестейщину, Волинь та інше. На сторінках «Українського слова» докладно висвітлювалися Брестські мирні переговори 1918 року, участь Легіону Українських січових стрільців у бойових діях, відновлення діяльності «Просвіти», суспільно-політичне становище в Росії та інше. Видання приділяло значну увагу інформуванню про діяльність допомогових товариств та інституцій, які опікувалися організацією допомоги українцям, котрі потерпіли від воєнного лихоліття. Вміщувалися статті відомих публіцистів Г. Гануляка, Р. Купчинського, Г. Микитея, О. Назарука та інших. Публікувалися художні твори В. Атаманюка, І. Вазова, Н. Кобринської, О. Левицького, Б. Лепкого, Ю. Шкрумеляка, М. Яцківа та інших. Газета не раз зазнавала цензурних утисків і часткових вилучень текстів з окремих номерів.

## 1917: Одеса
«Українське Слово» — часопис, що почав видаватися в Одесі з З березня 1917 року за редакцією Лідера місцевої Української соціал-демократичної робітничої партії Володимира Чехівського.

## 1921—1926: Берлін (Німеччина), видавництво
«Українське Слово» — видавництво, його організував на початку 1920 року ад'ютант гетьмана Павла Скоропадського полковник Гнат Зеленевський (1875—1949), який на еміграції проживав у Берліні. Він також деякий час був видавцем часопису «Українське Слово». В Берліні у 1921—1926 роках, видавало газету цієї ж назви (1921—1923), журнал «Літопис політики і письменства» (1923—1924) і Бібліотеку «Українське Слово» (1921—1926), в якій вийшло понад 50 книг (серед інших словник Грінченка-Уманця, «Слов'янський світ» Дмитра Дорошенка, чотиримовна монографія про Олександра Архипенка, антологія української поезії «Золоті струни», курси заочної освіти тощо). Директор видавництва і редактор всіх видань Зенона Кузеля.

## 1921—1923: Берлін (Німеччина), видання
«Українське Слово» — півтижневик, з кінця грудня 1921 року — щоденник та з березня 1922 року — тижневик гетьманського напряму, що виходив у Берліні протягом 1921—1923 років у видавництві цієї ж назви; головні редактори Зенон Кузеля та Дмитро Дорошенко. Політичний відділ вів Степан Томашівський, відповідальний за літературно-науковий відділ — Богдан Лепкий, серед інших відомих співробітників — В. Андрієвський, Іван Герасимович, Володимир Леонтович. Авторами часопису були також Євген Бачинський, Софія Русова, Василь Ємець, Богдан Лепкий та інші. Своїм завданням редакція вважала поширення серед українського народу ідеї незалежної Української держави з усіма атрибутами міцної національної влади; часопис працював на утвердження державницьких ідей, виховання національної свідомості, консолідацію української нації. У часописі передруковувалися матеріали В'ячеслава Липинського із «Хліборобської України», вміщувалися інтерв'ю з Павлом Скоропадським.
Часопис виходив двічі на тиждень (ч. 1—86), тричі на тиждень (ч. 87—98), від 24 грудня 1921 року — щоденно (крім понеділків і післясвяткових днів; ч. 99—149), а з 18 березня 1922 став тижневиком. Архітектоніка газети витримувалася в традиційному для європейської газети стилі, постійна рубрикація ділила інформацію як за місцем походження (з Галичини, з Радянської України, з більшовицької Росії, Польщі, Німеччини тощо), так і за тематикою (політика, економіка, наука, культура, мистецтво). Багато матеріалів інформували про життя українських полонених, інтернованих у німецьких та польських таборах, життя української діаспори в Німеччині та інших країнах світу. Постійно вміщувалися матеріали літературно-просвітницької тематики, бібліографічні та пресові огляди, інформаційні блоки, реклама. Документувалася хроніка життя української колонії Берліна. Практикувалися авторські рубрики, які давали повне уявлення про політичне, культурне та мистецьке життя світової спільноти та еміграційних осередків українців (автори М. Лубенко, М. Обозненко, Г. Скегар). Економічні та фінансові питання розглядав Є. Сокович.
Реакцією польської адміністрації на діяльність часопису стала заборона «Українського слова» на території Польщі, припинений був доступ до газети також на території Румунії. У зв'язку з подорожчанням друку та всіх друкарських матеріалів від числа 149 часопис перейшов на тижневий вихід, а на числі 153 — від 1 квітня 1922 року припинив своє існування.

## 1922—1926: Львів
«Українське Слово» (1922—1923 «Слово») — політично-економічний тижневик, виходив у Львові у 1922—1926 роках, орієнтувався на політику Євгена Петрушевича; редактор І. Кузьмич.

## 1928—2010: Буенос-Айрес (Аргентина)

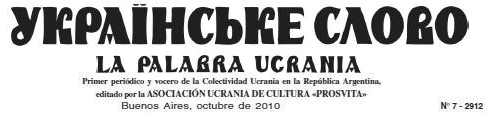
«Українське Слово» у 2010 р.

«Українське слово» (ісп. La palabra ucrania) — двомовний (української та іспанською мовами) часопис націоналістичного спрямування (ОУН С. Бандери) української діаспори Аргентини. Тижневик був першим українським часописом в Аргентині.
Заснований Українським Культурним Товариством «Просвіта» в Аргентині 15 січня 1928 року, аби знайомити читачів Аргентини з життям української громади в цій країні та заради розвою суспільного життя українців в Аргентині. Містив новини з України, статті про Україну і світ, діяльність української громади в Аргентині та світі, культурно-гуманітарні питання та питання історії України тощо.
Серед інших редактор Г. Голіян (1953—1978), Михайло Данилишин. 2010 року часопис «Українське слово» припинили видавати після смерті останнього редактора Івана Жибака. Виходив раз на два місяці.

## 1929—1939: Яворів
«Українське Слово» — повітова газета, виходила у 1929—1939 роках в Яворові, спершу двотижневик, від 1933 року — місячник; редактор Євген Яворівський, від 1933 року — С.  Харамбура.

## 1933—1940, 1948—…: Париж (Франція)
«Українське Слово» — тижневик націоналістичного напряму, виходить з 1933 (з перервою у 1941—1948), неофіційний орган Проводу ОУН (Андрія Мельника). Вперше почав виходити у Франції у Парижі у 1933 році. Редактори: Олекса Бойків (1933—1934), Володимир Мартинець (1934—1940), Олег Штуль-Жданович (1948—1977), Мирослав Стиранка (з 1977). Видавцем «Українського слова» був спершу Український Народний Союз, а з 1939 — Перша Українська Друкарня у Франції. Серед співробітників були: Микола Сціборський, Микола Капустянський, Олег Ольжич, Дмитро Андрієвський, Євген Онацький, Богдан Кентржинський та ін. «Українське Слово» — цінне джерело до історії українського визвольного руху, зокрема ОУН. Деякий час в «Українське Слово» появлялися сторінки молоді «Смолоскип» (1952—1956), дитяча сторінка «Веселка», «Військові Вісті», «Українська культура». Націоналістичне Видавництво в Європі (офіційна назва «Перша Українська Друкарня у Франції») видавало, крім «Українського Слова», альманахи, книжки українською і французькою мовами, зокрема політичного змісту і (з 1967) «самвидавні» матеріали з України (В. Чорновіл «Лихо з розуму», 1967, «Український Вісник», 1—8), а також антології української прози, з історії тощо.

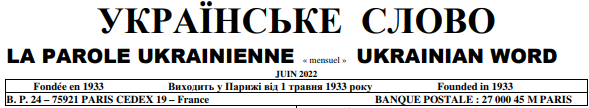
Газета «Українське слово», Париж, 2022 рік

З 1997 року паризьке «Українське Слово» (фр. La Parole ukrainienne) видається два рази на місяць як двомовна газета (українською й французькою), а нині більшість матеріалів французькою, таким чином обслуговуючи старше покоління української еміграції.
У 1948—1970 роках (з перервами) редакцію очолював член Проводу Українських Націоналістів О. Штуль (Жданович), у 1970—1996 роках — М. Стиранка, з 1996 року — Ю. Лазарчук, а нині — Жан-Поль Пилипчук.

## 1932—1938: Ужгород

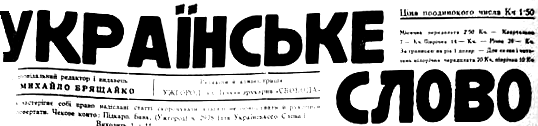
«Українське Слово», Ужгород

«Українське слово» — суспільно-політичний двотижневик (1938 тижневик і півтижневик) національно-демократичного напряму, виходив в Ужгороді у 1932—1938 роках, з літературним додатком «Слово».
Видавець і редактор Михайло Бращайко. Головні співробітники: о. Кирило Феделеш, Іван Роман, Володимир Бірчак, Василь Ґренджа-Донський.

## 1941: Житомир—Київ

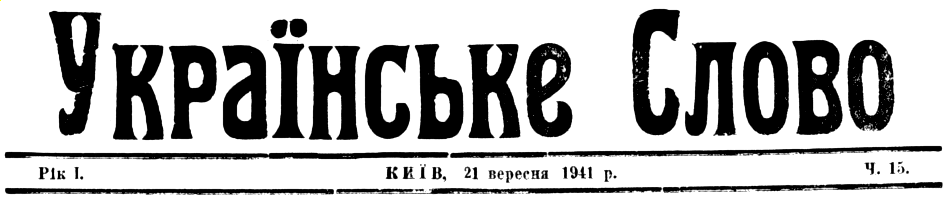
«Українське Слово» у 1941 р.

Своєрідним продовженням паризького «Українського Слова» стала щоденна газета, яку під час другої світової війни видавали в Україні похідні групи ОУН та культурна референтура ОУН на чолі з О. Ольжичем. Це видання виходило у вересні—грудні 1941 року. Спершу видання виходило в Житомирі, а з 25 вересня видання перенесено до Києва. Газета мала додатки: «Літаври» (1941), відповідальний редактор Іван Рогач, редактор Олена Теліга; «Література і мистецтво» (1941), редактор Михайло Ситник; «Останні вісті» (1941), редактори: І. Рогач, Ю. Швидкий (послідовно). Редакторами газети були Іван Рогач, Петро Олійник, Орест Чемеринський (всі 3 — члени Похідних груп ОУН А. Мельника); наклад 50000 примірників. З газетою з самого початку співпрацювала Олена Теліга.
Намагання газети проводити українську державницьку, націоналістичну лінію не збігалося з завданнями нацистського окупаційного режиму. Вихід числа від 12 грудня 1941 року «Українського Слова» став останнім. Цього ж дня членів редакції на чолі з І. Рогачем було заарештовано, у гестапівській в'язниці опинилися О. Теліга та інші українські націоналісти, що гуртувалися навколо «Українського Слова». У лютому вони були розстріляні та поховані у Бабиному Яру, де у 1992 році було встановлено пам'ятний хрест.
Пізніше, після закриття «Українського слова» та розстрілу редакторів та дописувачів газети, у Києві виходила пронімецьке «Нове українське слово» (редактор Кость Штепа).

## 1941—1942: Станиславів

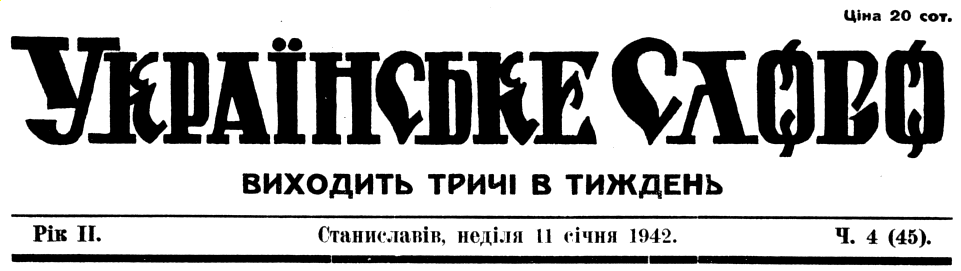
«Українське Слово» у 1942 р.

«Українське Слово» — тижневик, виходив у Станиславові у 1941—1942 роках тричі на тиждень з 22 липня 1941 під редакцією В. Гуцуляка, згодом — Д. Греголинського. Впродовж 1941—1942 років загалом вийшло 78 чисел. У логотипі гасло «З нами Бог! — Україна понад усе!». Заборонений нім. владою. Замість «Українського Слова» (з червня) у 1942—1944 роках виходило тричі на тиждень «Станиславівське Слово», видання Німецько-українського видавництва часописів і журналів для дистрикту Галичина; відповідальний редактор А. Княжинський.
У матеріалах перших чисел відчувався вплив Організації українських націоналістів й інформувалося про її заходи з утвердження державності: «Проголошення самостійності Української Держави в Станиславові дня 12 липня 1941 року», «Святочна Академія», «Провадити боротьбу до переможного кінця! (промова на святочній Академії, виголошена п. Гуцуляком від імені ОУН в Станиславові)», В. Гаврилюк «І розгорілась перша ватра…».
Важливе значення в об'єднанні нації відігравав релігійний чинник. Першим про потребу створення єдиної Церкви заговорив митрополит А. Шептицький, який звернувся до православних ієрархів. Редакція надрукувала і саме послання, і коментарі до нього.
У виховному плані розкривалася роль поколінь у розвитку нації та необхідність співпраці між ними, а також наголошувалося на значенні окремих представників нації в її розвитку: І. Богуна, С. Височана, І. Демовича-Креховецького, К. Левицького, Б. Лепкого, М. В. Лисенка, М. Міхновського, І. Огієнка, В. Скорописа-Йолтуховського, О. Сорохтея, Лесі Українки, Ю. Федьковича, М. Хвильового, Т. Шевченка, А. Шептицького.
У багатьох публікаціях викривалася злочинна діяльність радянської влади, особливо її каральних органів на західноукраїнських землях 1939—1941. Негативно характеризувались українсько-польс. взаємини.
Поступово акценти дещо змістилися, і читачів переконували у тому, що майбутнє України можливе лише у спілці з Німеччиною і під її керівництвом. Міжнародні новини, більшість яких стосувалася фронтової тематики, висвітлювалися під рубриками «Війна на Сході», «З Головної Кватири Фірера», «З різних держав і країв», «Короткі вісті», «Політичні та воєнні вісті», «Радіовісті», «Тижневий огляд воєнно-політичних подій», «Що чувати в світі».
Законодавче оформлення адміністрування Галичиною завершували наказ про включення її до складу Генеральної губернії та розпорядження про адміністрацію Галичини. Під рубриками «Вісті з сіл», «Кореспонденція з районів», «По нашім окрузі» та в окремих замітках інформувалося про події в різних населених пунктах Станіславщини.
Оскільки окупаційна влада ставила перед українцями за головне завдання працювати, то проблемам сільського господарства приділялася особлива увага. Більшість розпоряджень, наказів, комунікатів влади стосувалися також господарських питань.
Друкувалися антисемітські матеріали.
Окремі тематичні блоки стосувалися висвітлення діяльності українського жіноцтва, організації допомоги найменш захищеним верствам населення, налагодження навчального процесу і культурно-мистецького життя, надання медичної допомоги. «Літературний додаток» містив критичні статті про творчість українських письменників.
Числа завершували рубрики «Хроніка», «Розшукую», «Всячина», «Поліційна хроніка», анонси театральних вистав і кінофільмів та інші оголошення.

## 1941—1942: Золотоноша
«Українське слово» — часопис Золотоніської окружної управи; виходив двічі на тиждень від листопада 1941 року під редакцією редколегії, згодом — Г. Гейка. Впродовж 1941—1942 років вийшло 87 чисел. Від № 88 за 1942 рік видання продовжилося під назвою «Золотоніські вісті».
На першій сторінці видання радянська влада протиставлялася німецькій, зокрема зазначалося, що на часі є вивчення німецької мови й історії. Акцентувалося на позитивному німецькому досвіді та прихильному ставленні нового керівництва до українців. Пропонувалося нове трактування історії з наголошенням на колоніальних намірах спочатку Російської імперії, а потім СРСР щодо України та прагненнях українців до незалежного життя.
Перед населенням повіту ставилися такі завдання: відмова від радянських стереотипів, чітке виконання вказівок нової влади, зокрема обов'язковість праці, а у відродженні українського національного життя головна увага приділялася віднові й розвитку української мови та церкви.
Фронтові хроніки почали друкуватися з № 7 за 1941 рік. Місцеве життя було представлене господарською та культурницькою тематикою.
Накази, обов'язкові постанови, звернення, відозви різних органів повітової влади інформували про порядок утримання собак, зобов'язання зі здавання молока, прибирання міста, роботу лісгоспу, впорядкування шкільного процесу, припинення тимчасової реєстрації і переселення селян, припинення сплати податків у колгоспах за худобу та будинки до особливого розпорядження, обов'язкову реєстрацію штатних працівників підприємств, установ, організацій міста й округи, реєстрацію пенсіонерів, здавання знайденої зброї, амуніції і вибухівки, знищення голубів, здавання використовуваного військ. одягу рад. зразка, реєстрацію собак, виїзд на постійне місце проживання тих, хто приїхав до Золотоніської округи після 22 червня, реєстрацію млинів, здавання радіоприймачів, нагороду за повідомлення поліції про наявність зброї в населення, переховування рад. командирів чи солдатів, приховані харчові продукти або рад. документи, обов'язкове оголошення в газеті про початок роботи підприємств та установ, здійснення набору робочої сили тільки через біржу праці, прохання зголоситися до редакції всіх письменників, які живуть у повіті, для організації праці з відновлення української національної культури, патенти для підприємців, набір до сотні української поліції, реєстрацію населення, заборону підпільної торгівлі, впорядкування реєстрації актів громадянського стану (народження, смерть, одруження), наведення фінансової дисципліни у громадянських дворах, упорядкування роботи млинів, виконання плану з лісозаготівлі.
Публікувалися численні рекламні оголошення місцевих підприємств та організацій. Літературна творчість представлена поезіями Ю. Вишневого, О. Квітки, Г. Наддніпрянки, М. Пронченка, М. Сопілки, Лесі Українки, А. Чорного, Я. Щоголіва.

## 1941—1943: Звенигородка
«Українське слово» — часопис Звенигородської повітової управи часів німецької окупації у 1941—1943 роках. Виходив у Звенигородці під редакцією М. Тернового.

## 1942—1943: Вовчанськ
«Українське слово» — тижневик Вовчанської районної управи. Виходив у Вовчанську від серпня 1942 року під редакцією Л. Черваня, згодом — А. Бондаренка. Впродовж 1942—1943 років вийшло не менше 9 чисел. У логотипі гасло «Борітеся — поборете. Вам Бог помагає!».
Переважали публікації, в яких подавалося німецьке трактування фронтових та міжнародних подій — рубрики «З воєнного фронту», «Вісті з фронту», «В кількох словах», «За неділю», «Короткі відомості», «Події минулого тижня».
Про події в Україні інформували рубрики «По Україні» і «По Харківщині». Більше уваги приділялося пропагуванню виїзду на роботу до Німеччини.
Оголошення та повідомлення місцевої влади стосувалися вимог до ремісників подати до фінансового відділу декларації про прибутки і сплатити відповідні податки, визначення смертної кари за крадіжки державного чи кооперативного майна, заборони службовцям евакуюватися без дозволу німецької комендатури або районної управи.
Культурницьку тематику представляли публікації про життя і творчість українських поетів і письменників, зокрема О. Вишні, Є. Гребінки, Б. Грінченка, І. Котляревського, Т. Шевченка. Також була опублікована рецензія на першу виставу Вовчанського драматичного гуртка.

## 1943: Валки
«Українське слово» — офіційне видання Валківської райуправи від січня 1943 року. Виходило у Валках під редакцією І. Дубровського.

## 1943—1965: Вінніпег (Канада)
«Українське Слово» — радянофільський тижневик, виходив у Вінніпегу (Канада, 1943—1965), поширений серед фермерів та робітників. «Українське Слово» інформувало про життя в УРСР, критикувало український національний табір та захищала політику щодо СРСР. Редактор М. Шатульський, з 1952 року — М. Гринчишин. 1965 року «Українське Слово» об'єдналося з газетою «Українське Життя» та виходить у Торонто під назвою «Життя і Слово» (редактор П. Кравчук).

## 1947: Реґенсбурґ (Німеччина)
«Українське Слово» — видавнича спілка у Реґенсбурзі (Німеччина). Видавало творів Івана Смолія, Андрія Чайковського, Ореста Зибачинського, Оскара Вайлда, Юліяна Бескида, Гриця Божка.

## 1991—…: Львів-Київ

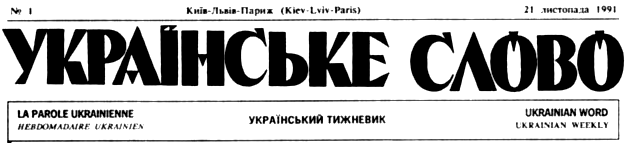
«Українське слово» у 1991 р.

З проголошенням незалежності України Провід ОУН ухвалив рішення видавати газету «Українське Слово» в Україні. Після короткого підготовчого періоду 21 листопада 1991 року у Львові вийшло її перше число. Редактором був Йосип Лось, редакція розміщувалася в будівлі Львівського державного університету імені Івана Франка. Наклад першого числа становив 12 тис., другого — 25 тис. Згодом кількість примірників досягла 40 тис. Часопис швидко переріс львівські «рамки» і редакцію перенесли до Києва.
З 17 січня 1993 року «Українське Слово» виходить у Києві як всеукраїнський громадсько-політичний тижневик. Спочатку видання містило 8 сторінок, а з 1994 року — 16. Новим керівником видання було призначено Мирослава Вербового. Редакція перший час містилася на вул. Лєскова, 8, а з травня 1993 року — на вул. Січневого повстання, 6 (тепер — вул. Івана Мазепи, 6). У листопаді 1993 року газету було перереєстровано, її засновником стала Дослідна фундація імені Олега Ольжича, а від початку 2000 року — видавництво імені Олени Теліги.
Тижневик став визнаними загальнонаціональним виданням, що відстоює ідеї українського націоналізму як організованої форми політичного і громадського життя українського народу, що особливо важливо на сучасному етапі української державності. Коло тем і авторів «Українського Слова» дуже широке — це політичні, державні, громадські діячі, відомі науковці, та літератори. Плюралізм думок обох видань провокує читачів до вдумливого аналізу і дискусій стосовно стану та перспектив української політики, економіки, суспільства і культури.
У січні 1999 року головним редактором було призначено Михайла Сидоржевського. З вересня 2000 року до серпня 2001 року колектив редакції очолював член Проводу ОУН Богдан Червак. З початку 2003 року до вересня 2004 року головним редактором був Євген Петренко. У 2004—2010 роках — Володимир Гаптар, а потім Григорій Кримчук. Від травня 2010 року відділом «Українського Слова» видавництва імені Олени Теліги керував Євген Петренко, а головним редактором тижневика з другої половини 2010 до 2018 року була Ольга Дубовик.

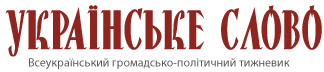
«Українське Слово» у 2013 р.

У 2009 році за адресою ukrslovo.org почали з'являтися онлайн html версії друкованої газети. Останній раз коли за адресою ukrslovo.org виходили html версії друкованої газети був № 20 (3631) від 15–21 травня 2013 року. Від початку й до закриття вебсайту ukrslovo.org у 2013 році редактором був Богдан Олексюк.
Випуск газети припинено в лютому 2022 року через широкомасштабне вторгнення Росії в Україну. В останні роки редакцію «Українського слова» очолювала Алла Топчій.
З 2014 року ОУН припинила співпрацю з видавництвом імені Олени Теліги і почала видавати власну газету «Українське слово — літаври». Видання позиціонує себе як загальнонаціональна газета, яка пропагує та відстоює ідеї українського націоналізму, як організованої форми політичного і громадського життя українського народу, що особливо важливо на сучасному етапі української державності. Видається нерегулярно.

## 2002—…: Чикаго (Сполучені Штати Америки)

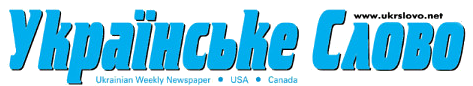
«Українське Слово»

«Українське Слово» — щотижнева повноколірна газета українського медіа-ринку в США та Канаді. Видається на 64 сторінках, висвітлює життя українців як у Північній Америці та в діаспорі, так і в Україні. Газета нагороджена орденом Святого Рівноапостольного князя Володимира Великого. Редактор — Іван Дмитрів.